# EM i badminton
Europamesterskabet i badminton er afholdt hvert andet år siden 1968, arrangeret af Badminton Europe. Ved de første to EM blev der kun spillet om de individuelle titler (dvs. herresingle, damesingle, herredouble, damedouble og mixed double), men fra 1972 er der tillige spillet om europamesterskabet for hold.

## Værtsbyer
| Årstal | Værtsby                    |
| ------ | -------------------------- |
| 1968   | Bochum, Vesttyskland       |
| 1970   | Port Talbot, Wales         |
| 1972   | Karlskrona, Sverige        |
| 1974   | Wien, Østrig               |
| 1976   | Dublin, Irland             |
| 1978   | Preston, England           |
| 1980   | Groningen, Holland         |
| 1982   | Boblingen, Vesttyskland    |
| 1984   | Preston, England           |
| 1986   | Uppsala, Sverige           |
| 1988   | Kristiansand, Norge        |
| 1990   | Moskva, Sovjetunionen      |
| 1992   | Glasgow, Skotland          |
| 1994   | Den Bosch, Holland         |
| 1996   | Herning, Danmark           |
| 1998   | Sofia, Bulgarien           |
| 2000   | Glasgow, Skotland          |
| 2002   | Malmö, Sverige             |
| 2004   | Geneve, Schweiz            |
| 2006   | Den Bosch, Holland         |
| 2008   | Herning, Danmark           |
| 2010   | Manchester, England        |
| 2012   | Karlskrona, Sverige        |
| 2014   | Kazan, Rusland             |
| 2016   | La Roche-sur-Yon, Frankrig |
| 2017   | Kolding, Danmark           |

## Individuelle resultater

### Herresingle

#### Medaljevindere
| Årstal | Guld                       | Sølv                   | Bronze           | Bronze                   |
| ------ | -------------------------- | ---------------------- | ---------------- | ------------------------ |
| 1968   | Sture Johnsson (1)         | Wolfgang Bochow        | Elo Hansen       | Jørgen Mortensen         |
| 1970   | Sture Johnsson (2)         | Elo Hansen             | Paul Whetnall    | Wolfgang Bochow          |
| 1972   | Wolfgang Bochow (1)        | Klaus Kaagaard         | Ray Stevens      | Flemming Delfs           |
| 1974   | Sture Johnsson (3)         | Thomas Kihlström       | Flemming Delfs   | Derek Talbot             |
| 1976   | Flemming Delfs (1)         | Elo Hansen             | Wolfgang Bochow  | Paul Whetnall            |
| 1978   | Flemming Delfs (2)         | Thomas Kihlström       | Sture Johnsson   | Ray Stevens              |
| 1980   | Flemming Delfs (3)         | Morten Frost           | Svend Pri        | Ray Stevens              |
| 1982   | Jens Peter Nierhoff (1)    | Ray Stevens            | Claus Andersen   | Nick Yates               |
| 1984   | Morten Frost (1)           | Jens Peter Nierhoff    | Steve Baddeley   | Göran Karlsson           |
| 1986   | Morten Frost (2)           | Ib Frederiksen         | Michael Kjeldsen | Torben Carlsen           |
| 1988   | Darren Hall (1)            | Morten Frost           | Andrej Antropov  | Michael Kjeldsen         |
| 1990   | Steve Baddeley (1)         | Darren Hall            | Steve Butler     | Poul Erik Høyer Larsen   |
| 1992   | Poul Erik Høyer Larsen (1) | Thomas Stuer-Lauridsen | Peter Espersen   | Anders Nielsen           |
| 1994   | Poul Erik Høyer Larsen (2) | Thomas Johansson       | Jens Olsson      | Anders Nielsen           |
| 1996   | Poul Erik Høyer Larsen (3) | Peter Rasmussen        | Jesper Olsson    | Jeroen van Dijk          |
| 1998   | Peter Gade Christensen (1) | Kenneth Jonassen       | Peter Rasmussen  | Poul Erik Høyer Larsen   |
| 2000   | Peter Gade Christensen (2) | Poul Erik Høyer Larsen | Richard Vaughan  | Kenneth Jonassen         |
| 2002   | Peter Rasmussen (1)        | Kenneth Jonassen       | Rasmus Wengberg  | Anders Boesen            |
| 2004   | Peter Gade (3)             | Kenneth Jonassen       | Björn Joppien    | Anders Boesen            |
| 2006   | Peter Gade (4)             | Kenneth Jonassen       | Joachim Persson  | Niels Christian Kaldau   |
| 2008   | Kenneth Jonassen (1)       | Joachim Persson        | Jan Ø. Jørgensen | Przemyslaw Wacha         |
| 2010   | Peter Gade (5)             | Jan Ø. Jørgensen       | Marc Zwiebler    | Rajiv Ouseph             |
| 2012   | Marc Zwiebler (1)          | Henri Hurskainen       | Viktor Axelsen   | Jan Ø. Jørgensen         |
| 2014   | Jan Ø. Jørgensen (1)       | Rajiv Ouseph           | Viktor Axelsen   | Vladimir Ivanov          |
| 2016   | Viktor Axelsen (1)         | Jan Ø. Jørgensen       | Rajiv Ouseph     | Marc Zwiebler            |
| 2017   | Rajiv Ouseph (1)           | Anders Antonsen        | Viktor Axelsen   | Hans-Kristian Vittinghus |
| 2018   | Viktor Axelsen (2)         | Rajiv Ouseph           | Jan Ø. Jørgensen | Brice Leverdez           |

#### Nationsfordeling
Medaljefordeling på nationer i perioden 1968−2017.
| Nation        | Guld | Sølv | Bronze | Total |
| ------------- | ---- | ---- | ------ | ----- |
| Danmark       | 19   | 18   | 25     | 62    |
| England       | 3    | 4    | 13     | 20    |
| Sverige       | 3    | 4    | 5      | 12    |
| Tyskland      | 2    | 1    | 5      | 8     |
| Frankrig      |      |      | 1      | 1     |
| Sovjetunionen | -    | -    | 1      | 1     |
| Holland       | -    | -    | 1      | 1     |
| Wales         | -    | -    | 1      | 1     |
| Polen         | -    | -    | 1      | 1     |
| Rusland       | -    | -    | 1      | 1     |

### Damesingle

#### Medaljevindere
| Årstal | Guld                     | Sølv                 | Bronze               | Bronze              |
| ------ | ------------------------ | -------------------- | -------------------- | ------------------- |
| 1968   | Irmgard Latz (1)         | Marie Luisa Wackerow | Eva Twedberg         | Angela Bairstow     |
| 1970   | Eva Twedberg (1)         | Imre R. Nielsen      | Lizbeth von Barnekow | Margaret Boxall     |
| 1972   | Margaret Beck (1)        | Gillian Gilks        | Eva Twedberg         | Joke van Beusekom   |
| 1974   | Gillian Gilks (1)        | Lene Køppen          | Joke van Beusekom    | Margaret Beck       |
| 1976   | Gillian Gilks (2)        | Lene Køppen          | Susan Whetnall       | Margaret Lockwood   |
| 1978   | Lene Køppen (1)          | Jane Webster         | Anette Börjesson     | Joke van Beusekom   |
| 1980   | Liselotte Blumer (1)     | Anette Börjesson     | Jane Webster         | Lena Axelsson       |
| 1982   | Lene Køppen (2)          | Karen Bridge         | Christine Magnusson  | Jane Webster        |
| 1984   | Helen Troke (1)          | Sally Podger         | Karen Beckman        | Kirsten Larsen      |
| 1986   | Helen Troke (2)          | Kirsten Larsen       | Christine Magnusson  | Svetlana Beljasova  |
| 1988   | Kirsten Larsen (1)       | Christina Bostofte   | Eline Coene          | Christine Magnusson |
| 1990   | Pernille Nedergaard (1)  | Fiona Smith          | Helen Troke          | Christine Magnusson |
| 1992   | Pernille Nedergaard (2)  | Camilla Martin       | Lim Xiao Qing        | Elena Rybkina       |
| 1994   | Lim Xiao Qing (1)        | Catrine Bengtsson    | Christine Magnusson  | Pernille Nedergaard |
| 1996   | Camilla Martin (1)       | Marina Jakusjeva     | Christine Magnusson  | Anne Søndergaard    |
| 1998   | Camilla Martin (2)       | Kelly Morgan         | Mette Sørensen       | Mette Pedersen      |
| 2000   | Camilla Martin (3)       | Marina Andrijevskaja | Kelly Morgan         | Mette Sørensen      |
| 2002   | Jie Yao (1)              | Mia Audina Tjiptawan | Camilla Martin       | Brenda Beenhakker   |
| 2004   | Mia Audina Tjiptawan (1) | Pi Hongyan           | Camilla Martin       | Yao Jie             |
| 2006   | Xu Huaiwen (1)           | Mia Audina           | Juliane Schenk       | Yao Jie             |
| 2008   | Xu Huaiwen (2)           | Tine Rasmussen       | Pi Hongyan           | Juliane Schenk      |
| 2010   | Tine Rasmussen (1)       | Juliane Schenk       | Pi Hongyan           | Ella Diehl          |
| 2012   | Tine Baun (2)            | Juliane Schenk       | Linda Zetjiri        | Yao Jie             |
| 2014   | Carolina Marín (1)       | Anna Thea Madsen     | Karin Schnaase       | Özge Bayrak         |
| 2016   | Carolina Marín (2)       | Kirsty Gilmour       | Line Kjærsfeldt      | Anna Thea Madsen    |
| 2017   | Carolina Marín (3)       | Kirstey Gilmour      | Mette Poulsen        | Sabrina Jaquet      |
| 2018   | Carolina Marín (4)       | Jevgenija Kosetskaja | Mia Blichfeldt       | Line Kjærsfeldt     |

#### Nationsfordeling
Medaljefordeling på nationer i perioden 1968−2017.
| Nation        | Guld | Sølv | Bronze | Total |
| ------------- | ---- | ---- | ------ | ----- |
| Danmark       | 10   | 8    | 14     | 32    |
| England       | 5    | 5    | 9      | 19    |
| Spanien       | 4    | -    | -      | 4     |
| Tyskland      | 3    | 3    | 3      | 9     |
| Sverige       | 2    | 3    | 11     | 16    |
| Holland       | 2    | 2    | 8      | 12    |
| Schweiz       | 1    | -    | 1      | 2     |
| Rusland       | -    | 2    | 1      | 3     |
| Skotland      | -    | 2    | -      | 2     |
| Frankrig      | -    | 1    | 2      | 3     |
| Wales         | -    | 1    | 1      | 2     |
| Sovjetunionen | -    | -    | 1      | 1     |
| SNG           | -    | -    | 1      | 1     |
| Bulgarien     | -    | -    | 1      | 1     |
| Tyrkiet       | -    | -    | 1      | 1     |

### Herredouble

#### Medaljevindere
| Årstal | Guld     | Guld                                             | Sølv     | Sølv                                     | Bronze   | Bronze                                    | Bronze   | Bronze                              |
| ------ | -------- | ------------------------------------------------ | -------- | ---------------------------------------- | -------- | ----------------------------------------- | -------- | ----------------------------------- |
| 1968   | England  | David Eddy (1) Roger Powell (1)                  | England  | Tony Jordan Roger Mills                  | Skotland | Robert McCoig Mac Henderson               | Tyskland | Franz Beinvogl Willi Braun          |
| 1970   | Danmark  | Elo Hansen (1) Per Walsøe (1)                    | Danmark  | Erland Kops Henning Borch                | Tyskland | Siegfried Betz Roland Maywald             | England  | David Eddy Roger Powell             |
| 1972   | Tyskland | Willi Braun (1) Roland Maywald (1)               | England  | Derek Talbot Elliot Stuart               | Danmark  | Erland Kops Elo Hansen                    | Tyskland | Wolfgang Bochow Gerhard Kucki       |
| 1974   | Tyskland | Willi Braun (2) Roland Maywald (2)               | Danmark  | Svend Pri Poul Petersen                  | England  | Ray Stevens Mike Tredgett                 | Danmark  | Elo Hansen Flemming Delfs           |
| 1976   | England  | Ray Stevens (1) Mike Tredgett (1)                | England  | Derek Talbot Eddy Sutton                 | Tyskland | Willi Braun Roland Maywald                | Sverige  | Bengt Fröman Thomas Kihlström       |
| 1978   | England  | Ray Stevens (2) Mike Tredgett (2)                | Sverige  | Bengt Fröman Thomas Kihlström            | England  | David Eddy Eddy Sutton                    | Sverige  | Stefan Karlsson Claes Nordin        |
| 1980   | Sverige  | Claes Nordin (1) Stefan Karlsson (1)             | Sverige  | Bengt Fröman Thomas Kihlström            | Danmark  | Flemming Delfs Steen Skovgaard            | England  | Mike Tredgett Ray Stevens           |
| 1982   | Sverige  | Stefan Karlsson (2) Thomas Kihlström (1)         | England  | Martin Dew Mike Tredgett                 | Sverige  | Claes Nordin Lars Wendberg                | England  | Ray Stevens Goode                   |
| 1984   | England  | Martin Dew (1) Mike Tredgett (3)                 | Danmark  | Morten Frost Jens Peter Nierhoff         | Skotland | Billy Gilliland Dan Travers               | Sverige  | Lars Wendberg Ulf Johansson         |
| 1986   | Danmark  | Steen Fladberg (1) Jesper Helledie (1)           | Sverige  | Stefan Karlsson Thomas Kihlström         | Sverige  | Jan-Erik Antonsson Pär-Gunnar Jönsson     | Danmark  | Mark Christiansen Michael Kjeldsen  |
| 1988   | Danmark  | Jens Peter Nierhoff (1) Michael Kjeldsen (1)     | Danmark  | Steen Fladberg Jan Paulsen               | Wales    | Chris Rees Lyndon Williams                | Sverige  | Peter Axelsson Stefan Karlsson      |
| 1990   | Danmark  | Jan Paulsen (1) Henrik Svarrer (1)               | Danmark  | Max Gandrup Thomas Lund                  | Sverige  | Mikael Rosen Peter Axelsson               | Holland  | Pierre Pellupessy Alex Meijer       |
| 1992   | Danmark  | Jon Holst-Christensen (1) Thomas Lund (1)        | Danmark  | Jan Paulsen Henrik Svarrer               | Sverige  | Pär-Gunnar Jönsson Peter Axelsson         | Tyskland | Stephan Kuhl Stefan Frey            |
| 1994   | England  | Chris Hunt (1) Simon Archer (1)                  | Rusland  | Andrej Antropov Nikolaj Zujev            | Danmark  | Christian Jacobsen Jens Eriksen           | Danmark  | Henrik Svarrer Jim Laugesen         |
| 1996   | Danmark  | Thomas Lund (2) Jon Holst-Christensen (2)        | Danmark  | Michael Søgaard Henrik Svarrer           | England  | Simon Archer Chris Hunt                   | Sverige  | Pär-Gunnar Jönsson Peter Axelsson   |
| 1998   | England  | Chris Hunt (2) Simon Archer (2)                  | Sverige  | Pär-Gunnar Jönsson Peter Axelsson        | Danmark  | Jon Holst-Christensen Michael Søgaard     | England  | Nathan Robertson Julian Robertsson  |
| 2000   | Danmark  | Jens Eriksen (1) Jesper Larsen (1)               | Sverige  | Pär-Gunnar Jönsson Peter Axelsson        | England  | Simon Archer Nathan Robertson             | Polen    | Robert Mateusiak Michał Łogosz      |
| 2002   | Danmark  | Jens Eriksen (2) Martin Lundgaard Hansen (1)     | England  | Anthony Clark Nathan Robertson           | Danmark  | Lars Paaske Jonas Rasmussen               | Polen    | Michał Łogosz Robert Meteusiak      |
| 2004   | Danmark  | Jens Eriksen (3) Martin Lundgaard (2)            | England  | Anthony Clark Nathan Robertson           | Danmark  | Lars Paaske Jonas Rasmussen               | Polen    | Michał Łogosz Robert Meteusiak      |
| 2006   | Danmark  | Martin Lundgaard Hansen (3) Jens Eriksen (4)     | Danmark  | Carsten Mogensen Mathias Boe             | Polen    | Robert Meteusiak Michał Łogosz            | England  | Robert Blair Anthony Clark          |
| 2008   | Danmark  | Lars Paaske (1) Jonas Rasmussen (1)              | Danmark  | Jens Eriksen Martin Lundgaard Hansen     | Frankrig | Erwin Kehlhoffner Steloslav Stoyanov      | Tyskland | Kristof Hopp Ingo Kindervater       |
| 2010   | Danmark  | Lars Paaske (2) Jonas Rasmussen (2)              | Danmark  | Mathia Boe Carsten Mogensen              | Danmark  | Kasper Faust Henriksen Anders Kristiansen | Tyskland | Michael Fuchs Ingo Kindervater      |
| 2012   | Danmark  | Mathias Boe (1) Carsten Mogensen (1)             | Tyskland | Michael Fuchs Oliver Roth                | England  | Chris Adcock Andrew Ellis                 | Danmark  | Rasmus Bonde Anders Kristiansen     |
| 2014   | Rusland  | Vladimir Ivanov (1) Ivan Sozonov (1)             | Danmark  | Mads Conrad-Petersen Mads Pieler Kolding | Danmark  | Mathias Boe Carsten Mogensen              | England  | Chris Adcock Andrew Ellis           |
| 2016   | Danmark  | Mads Conrad-Petersen (1) Mads Pieler Kolding (1) | Danmark  | Kim Astrup Anders Skaarup Rasmussen      | England  | Marcus Ellis Chris Langridge              |          |                                     |
| 2017   | Danmark  | Mathias Boe (2) Carsten Mogensen (2)             | Danmark  | Mads Conrad-Petersen Mads Pieler Kolding | Danmark  | Mathias Christiansen David Daugaard       | Danmark  | Kim Astrup Anders Skaarup Rasmussen |
| 2018   | Danmark  | Kim Astrup (1) Anders Skaarup Rasmussen (1)      | Danmark  | Mads Conrad-Petersen Mads Pieler Kolding | Rusland  | Vladimir Ivanov Ivan Sozonov              | Holland  | Jelle Maas Robin Tabeling           |

#### Nationsfordeling
Medaljefordeling på nationer i perioden 1968−2017.
| Nation   | Guld | Sølv | Bronze | Total |
| -------- | ---- | ---- | ------ | ----- |
| Danmark  | 16   | 14   | 14     | 44    |
| England  | 6    | 6    | 12     | 24    |
| Sverige  | 2    | 5    | 9      | 16    |
| Tyskland | 2    | 1    | 7      | 10    |
| Rusland  | 1    | 1    | 2      | 4     |
| Polen    | -    | -    | 4      | 4     |
| Skotland | -    | -    | 2      | 2     |
| Holland  | -    | -    | 2      | 2     |
| Wales    | -    | -    | 1      | 1     |
| Frankrig | -    | -    | 1      | 1     |

### Damedouble

#### Medaljevindere
| Årstal | Guld      | Guld                                               | Sølv                | Sølv                                   | Bronze               | Bronze                               | Bronze            | Bronze                                   |
| ------ | --------- | -------------------------------------------------- | ------------------- | -------------------------------------- | -------------------- | ------------------------------------ | ----------------- | ---------------------------------------- |
| 1968   | England   | Margaret Boxall (1) Susan Whetnall (1)             | England             | Angela Bairstow Gillian Perrin         | Holland              | Agnes Geene Joke van Beusekom        | Danmark           | Anne Flindt Bente Sørensen               |
| 1970   | England   | Margaret Boxall (2) Susan Whetnall (2)             | Tyskland            | Irmgard Latz Marie Luisa Wackerow      | Danmark              | Karin Jørgensen Anne Berglund        | England           | Gillian Perrin Margaret Beck             |
| 1972   | England   | Gillian Gilks (1) Judy Hashman (1)                 | England             | Margaret Beck Julie Rickard            | Danmark              | Anne Flindt Pernille Kaagaard        | Danmark           | Annie Bøg Jørgensen Lene Køppen          |
| 1974   | England   | Gillian Gilks (2) Margaret Beck (1)                | England             | Susan Whetnall Nora Gardner            | Danmark              | Pernille Kaagaard Ulla Strand        | Holland           | Joke van Beusekom Marjan Luesken         |
| 1976   | England   | Gillian Gilks (3) Susan Whetnall (3)               | England             | Margaret Lockwood Nora Gardner         | Tyskland             | Karin Kucki Vera Winter              | Skotland          | Joanna Flockhart Christine Stewart       |
| 1978   | England   | Nora Perry (1) Anne Statt (1)                      | England             | Jane Webster Barbara Sutton            | Danmark              | Inge Borgstrøm Pia Nielsen           | Holland           | Joke van Beusekom Marjan Ridder          |
| 1980   | England   | Jane Webster (1) Nora Perry (2)                    | Danmark             | Kirsten Larsen Pia Nielsen             | Danmark              | Anne Skovgaard Dorte Kjær            | Sovjetunionen     | Alla Prodan Nadezjda Litvintjeva         |
| 1982   | England   | Gillian Gilks (4) Gillian Clark (1)                | England             | Nora Perry Jane Webster                | Danmark              | Dorte Kjær Nettie Nielsen            | Danmark           | Lene Køppen Anne Skovgaard               |
| 1984   | England   | Karen Chapman (1) Gillian Clark (2)                | England             | Karen Beckman Gillian Gilks            | Danmark              | Dorte Kjær Kirsten Larsen            | Sverige           | Maria Bengtsson Christine Magnusson      |
| 1986   | England   | Gillian Clark (3) Gillian Gowers (1)               | Danmark             | Dorte Kjær Nettie Nielsen              | England              | Karen Beckman Sarah Halsall          | Sverige           | Maria Bengtsson Christine Magnusson      |
| 1988   | Danmark   | Dorte Kjær (1) Nettie Nielsen (1)                  | England             | Julie Munday Gillian Clark             | Sverige              | Maria Bengtsson Christine Magnusson  | Tyskland          | Katrin Schmidt Kirsten Schmieder         |
| 1990   | Danmark   | Dorte Kjær (1) Nettie Nielsen (1)                  | Holland             | Eline Coene Erica van Dijck            | England              | Gillian Gowers Gillian Clark         | Sverige           | Maria Bengtsson Christine Magnusson      |
| 1992   | Sverige   | Lim Xiao Qing (1) Christine Magnusson (1)          | Danmark             | Marlene Thomsen Lisbet Stuer-Lauridsen | England              | Sara Sankey Gillian Gowers           | Sverige           | Maria Bengtsson Catrine Bengtsson        |
| 1994   | Sverige   | Christine Magnusson (2) Lim Xiao Qing (2)          | Danmark             | Lisbet Stuer-Lauridsen Lotte Olsen     | England              | Gillian Clark Julie Bradbury         | Holland · Sverige | Erica van den Heuvel Maria Bengtsson     |
| 1996   | Danmark   | Lisbet Stuer-Lauridsen (1) Marlene Thomsen (1)     | Danmark             | Rikke Olsen Helene Kirkegaard          | England              | Julie Bradnury Joanne Wright         | Tyskland          | Katrin Schmidt Kerstin Ubben             |
| 1998   | Danmark   | Rikke Olsen (1) Marlene Thomsen (2)                | Danmark             | Maiken Vange Ann Jørgensen             | England              | Joanne Goode Donna Kellog            | Holland           | Erica van den Heuvel Monique Hoogland    |
| 2000   | England   | Donna Kellog (1) Joanne Goode (1)                  | Danmark             | Rikke Olsen Helene Kirkegaard          | Rusland              | Marina Jakusjeva Irina Rusljakova    | Holland           | Nicole van Hooren Lotte Jonathans        |
| 2002   | Danmark   | Jane F. Bramsen (1) Ann-Lou Jørgensen (1)          | Danmark             | Pernille Harder Mette Schjoldager      | Tyskland             | Nicole Grether Nicole Pitro          | England           | Ella Miles Sara Sankey                   |
| 2004   | Holland   | Lotte Bruil (1) Mia Audina (1)                     | Danmark             | Rikke Olsen Ann-Lou Jørgensen          | Danmark              | Mette Schjoldager Pernille Harder    | Tyskland          | Juliane Schenk Nicole Grether            |
| 2006   | England   | Donna Kellogg (2) Gail Emms (1)                    | Tyskland            | Juliane Schenk Nicole Grether          | Sverige              | Elin Bergblom Johanna Persson        | Danmark           | Lena Frier Kamilla Rytter Juhl           |
| 2008   | Danmark   | Kamilla Rytter Juhl (1) Lena Frier Kristiansen (1) | England             | Gail Emms Donna Kellogg                | Sverige              | Elin Bergblom Johanna Persson        | Rusland           | Valeria Sorokina Nina Vislova            |
| 2010   | Rusland   | Valerija Sorokina (1) Nina Vislova (1)             | Bulgarien · Rusland | Petja Nedeltjeva Anastasija Russkikh   | England              | Mariana Agathangelou Heather Olver   | Danmark           | Line Damkjær Kruse Mie Schøtt-Kristensen |
| 2012   | Danmark   | Christinna Pedersen (1) Kamilla Rytter Juhl (2)    | Danmark             | Line Damkjær Kruse Marie Røpke         | Tyskland             | Sandra Marinello Birgit Michels      | Rusland           | Valerija Sorokina Nina Vislova           |
| 2014   | Danmark   | Christinna Pedersen (2) Kamilla Rytter Juhl (3)    | Danmark             | Line Damkjær Kruse Marie Røpke         | Skotland · Bulgarien | Imogen Bankier Petja Nedeltjeva      | Holland           | Eefje Muskens Selena Piek                |
| 2016   | Danmark   | Christinna Pedersen (3) Kamilla Rytter Juhl (4)    | Holland             | Eefje Muskens Selena Piek              | Holland              | Samantha Barning Iris Tabeling       | Danmark           | Maiken Fruergaard Sara Thygesen          |
| 2017   | Danmark   | Kamilla Rytter Juhl (5) Christinna Pedersen (4)    | Bulgarien           | Gabriela Stoeva Stefani Stoeva         | Rusland              | Anastasija Tjervjakova Olga Morozova | England           | Lauren Smith Sarah Walker                |
| 2018   | Bulgarien | Gabriela Stoeva (1) Stefani Stoeva (1)             | Frankrig            | Emilie Lefel Anne Tran                 | Danmark              | Maiken Fruergaard Sara Thygesen      | Holland           | Selena Piek Cheryl Seinen                |

#### Nationsfordeling
Medaljefordeling på nationer i perioden 1968−2017.
| Nation        | Guld | Sølv | Bronze | Total |
| ------------- | ---- | ---- | ------ | ----- |
| England       | 12   | 9    | 10     | 31    |
| Danmark       | 10   | 11   | 15     | 36    |
| Sverige       | 2    | -    | 7½     | 9½    |
| Holland       | 1    | 2    | 8½     | 11½   |
| Rusland       | 1    | ½    | 4      | 5½    |
| Bulgarien     | 1    | 1½   | ½      | 3     |
| Tyskland      | -    | 2    | 6      | 8     |
| Frankrig      |      | 1    |        | 1     |
| Skotland      | -    | -    | 1½     | 1½    |
| Sovjetunionen | -    | -    | 1      | 1     |

### Mixed double

#### Medaljevindere
| Årstal | Guld              | Guld                                                | Sølv               | Sølv                                        | Bronze             | Bronze                               | Bronze   | Bronze                               |
| ------ | ----------------- | --------------------------------------------------- | ------------------ | ------------------------------------------- | ------------------ | ------------------------------------ | -------- | ------------------------------------ |
| 1968   | England           | Tony Jordan (1) Susan Whetnall (1)                  | England            | Roger Mills Gillian Perrin                  | Tyskland           | Wolfgang Bochow Irmgard Latz         | Danmark  | Klaus Kaagaard Anne Flindt           |
| 1970   | England           | David Eddy (1) Susan Whetnall (2)                   | England            | Derek Talbot Gillian Perrin                 | Danmark            | Per Walsøe Anne Berglund             | Tyskland | Wolfgang Bochow Irmgard Latz         |
| 1972   | England           | Derek Talbot (1) Gillian Gilks (1)                  | Tyskland           | Wolfgang Bochow Marie Luisa Wackerow        | Tyskland           | Roland Maywald Brigitte Steden       | Sverige  | Gert Perneklo Eva Twedberg           |
| 1974   | England           | Derek Talbot (2) Gillian Gilks (2)                  | England            | Elliot Stuart Susan Whetnall                | Tyskland           | Wolfgang Bochow Marie Luisa Zizman   | England  | Mike Tredgett Barbara Giles          |
| 1976   | England           | Derek Talbot (3) Gillian Gilks (3)                  | Danmark            | Steen Skovgaard Lene Køppen                 | Holland            | Rob Ridder Marjan Luesken            | England  | Mike Tredgett Nora Gardner           |
| 1978   | England           | Mike Tredgett (1) Nora Perry (1)                    | Danmark            | Steen Skovgaard Lene Køppen                 | Skotland           | Billy Gilliland Joanna Flockhart     | Holland  | Rob Ridder Marjan Ridder             |
| 1980   | England           | Mike Tredgett (2) Nora Perry (2)                    | Sverige            | Lars Wendberg Anette Börjesson              | Skotland           | Billy Gilliland Christine Heatly     | England  | Derek Talbot Karen Chapman           |
| 1982   | England           | Martin Dew (1) Gillian Gilks (4)                    | England            | Mike Tredgett Nora Perry                    | Sverige            | Lars Wendberg Anette Börjesson       | Danmark  | Steen Skovgaard Anne Skovgaard       |
| 1984   | England           | Martin Dew (2) Gillian Gilks (5)                    | Sverige            | Thomas Kihlström Maria Bengtsson            | England            | Nigel Tier Gillian Clark             | England  | Mike Tredgett Karen Chapman          |
| 1986   | England           | Martin Dew (3) Gillian Gilks (6)                    | England            | Nigel Tier Gillian Gowers                   | Sverige            | Stefan Karlsson Maria Bengtsson      | Sverige  | Thomas Kihlström Christine Magnusson |
| 1988   | Danmark · England | Steen Skovgaard (1) Gillian Clark (1)               | Holland            | Alex Meijer Erica van Dijck                 | Danmark            | Henrik Svarrer Dorte Kjær            | Sverige  | Jan Erik Antonsson Maria Bengtsson   |
| 1990   | Danmark           | Jon Holst-Christensen (1) Grete Mogensen (1)        | Sverige            | Jan-Erik Antonsson Maria Bengtsson          | Danmark · England  | Jan Paulsen Gillian Gowers           | Danmark  | Jesper Knudsen Nettie Nielsen        |
| 1992   | Danmark           | Thomas Lund (1) Pernille Dupont (1)                 | Danmark            | Jon Holst-Christensen Grete Mogensen        | Holland            | Ron Michels Sonja Mellink            | Sverige  | Pär-Gunnar Jönsson Maria Bengtsson   |
| 1994   | Danmark · Sverige | Michael Søgaard (1) Catrine Bengtsson (1)           | Danmark            | Christian Jacobsen Lotte Olsen              | Danmark            | Jens Eriksen Anne-Mette Bille        | Holland  | Ron Michels Erica van den Heuvel     |
| 1996   | Danmark           | Michael Søgaard (2) Rikke Olsen (1)                 | England            | Simon Archer Julie Bradbury                 | Tyskland           | Michael Keck Karen Stechmann         | Holland  | Ron Michels Erica van den Heuvel     |
| 1998   | Danmark           | Michael Søgaard (3) Rikke Olsen (2)                 | Tyskland · Holland | Michael Keck Erica van den Heuvel           | Danmark            | Jon Holst-Christensen Ann Jørgensen  | England  | Simon Archer Joanne Goode            |
| 2000   | Danmark           | Michael Søgaard (4) Rikke Olsen (3)                 | Danmark            | Jens Eriksen Mette Schjoldager              | Danmark            | Jon Holst-Chistensen Ann Jørgensen   | Holland  | Chris Bruil Erica van den Heuvel     |
| 2002   | Danmark           | Jens Eriksen (1) Mette Schjoldager (1)              | England            | Nathan Robertson Gail Emms                  | Holland            | Chris Bruil Lotte Jonathans          | Danmark  | Michael Søgaard Rikke Olsen          |
| 2004   | England           | Nathan Robertson (1) Gail Emms (1)                  | Danmark            | Jonas Rasmussen Rikke Olsen                 | Danmark            | Jens Eriksen Mette Schjoldager       | Sverige  | Fredrik Bergström Johanna Persson    |
| 2006   | Danmark           | Thomas Layborn (1) Kamilla Juhl (1)                 | Danmark            | Jens Eriksen Mette Schjoldager              | Polen              | Robert Mateusiak Nadieżda Kostiuczyk | England  | Anthony Clark Donna Kellogg          |
| 2008   | England           | Anthony Clark (1) Donna Kellogg (1)                 | Polen              | Robert Mateusiak Nadieżda Kostiuczyk        | England            | Nathan Robertson Gail Emms           | Danmark  | Carsten Mogensen Helle Nielsen       |
| 2010   | Danmark           | Thomas Laybourn (2) Kamilla Rytter Juhl (2)         | Polen              | Robert Mateusiak Nadieżda Kostiuczyk        | Belgien            | Wouter Claes Nathalie Descamps       | England  | Nathan Robertson Jenny Wallwork      |
| 2012   | Polen             | Robert Mateusiak (1) Nadieżda Zięba (1)             | Danmark            | Mads Pieler Kolding Julie Houmann           | England · Skotland | Chris Adcock Imogen Bankier          | Danmark  | Thomas Laybourn Kamilla Rytter Juhl  |
| 2014   | Danmark           | Joachim Fischer Nielsen (1) Christinna Pedersen (1) | Danmark            | Mads Pieler Kolding Kamilla Rytter Juhl     | Holland            | Jorrit de Ruiter Samantha Barning    | Danmark  | Anders Kristiansen Julie Houmann     |
| 2016   | Danmark           | Joachim Fischer Nielsen (2) Christinna Pedersen (2) | Danmark            | Niclas Nøhr Sara Thygesen                   | Danmark            | Mathias Christiansen Lena Grebak     | Holland  | Jacco Arends Selena Piek             |
| 2017   | England           | Chris Adcock (1) Gabrielle Adcock (1)               | Danmark            | Joachim Fischer Nielsen Christinna Pedersen | Irland             | Sam Magee Chloe Magee                | Frankrig | Ronan Labar Audrey Fontaine          |
| 2018   | England           | Chris Adcock (2) Gabrielle Adcock (2)               | Danmark            | Mathias Christiansen Christinna Pedersen    | England            | Marcus Ellis Lauren Smith            | Tyskland | Mark Lamsfuss Isabel Herttrich       |

#### Medaljestatistik
Medaljefordeling på nationer i perioden 1968-2017.
| Nation   | Guld | Sølv | Bronze | Total |
| -------- | ---- | ---- | ------ | ----- |
| England  | 14½  | 7    | 11     | 32½   |
| Danmark  | 11   | 12   | 14½    | 37½   |
| Polen    | 1    | 2    | 1      | 4     |
| Sverige  | ½    | 3    | 7      | 10½   |
| Holland  | -    | 1½   | 9      | 10½   |
| Tyskland | -    | 1½   | 6      | 7½    |
| Skotland | -    | -    | 2½     | 2½    |
| Belgien  | -    | -    | 1      | 1     |
| Frankrig | -    | -    | 1      | 1     |
| Irland   | -    | -    | 1      | 1     |

## Holdresultater

### EM for mixed hold
| Årstal | Guld         | Sølv     | Bronze           |
| ------ | ------------ | -------- | ---------------- |
| 1972   | England (1)  | Danmark  | Vesttyskland     |
| 1974   | England (2)  | Danmark  | Sverige          |
| 1976   | Danmark (1)  | England  | Sverige          |
| 1978   | England (3)  | Danmark  | Sverige          |
| 1980   | Danmark (2)  | England  | Sverige          |
| 1982   | England (4)  | Sverige  | Danmark          |
| 1984   | England (5)  | Danmark  | Sverige          |
| 1986   | Danmark (3)  | England  | Sverige          |
| 1988   | Danmark (4)  | Sverige  | England          |
| 1990   | Danmark (5)  | Sverige  | England          |
| 1992   | Sverige (1)  | Danmark  | England          |
| 1994   | Sverige (2)  | Danmark  | England          |
| 1996   | Danmark (6)  | Sverige  | England          |
| 1998   | Danmark (7)  | England  | Sverige          |
| 2000   | Danmark (8)  | England  | Holland          |
| 2002   | Danmark (9)  | England  | Holland          |
| 2004   | Danmark (10) | Holland  | Tyskland         |
| 2006   | Danmark (11) | Holland  | England          |
| 2008   | Danmark (12) | England  | Polen            |
| 2009   | Danmark (13) | England  | Rusland Polen    |
| 2011   | Danmark (14) | Tyskland | England Rusland  |
| 2013   | Tyskland (1) | Danmark  | England Rusland  |
| 2015   | Danmark (15) | England  | Tyskland Rusland |
| 2017   | Danmark (16) | Rusland  | England Tyskland |
| 2019   | Danmark (17) | Tyskland | Rusland Holland  |
| 2021   | Danmark (18) | Frankrig | Rusland Tyskland |